# Álvaro Robredo
Álvaro Robredo Crespo (Ezcaray, La Rioja, 3 de abril de 1993) es un ciclista español que debutó como profesional con el equipo Burgos-BH en 2014.

## Palmarés
- Aun no ha conseguido ninguna victoria como profesional

## Equipos
- Burgos-BH (2014-2019)